# Jonestown-Massaker
Als Jonestown-Massaker oder Massensuizid von Jonestown wird die teilweise erzwungene Selbsttötung beziehungsweise Ermordung der Mitglieder des Peoples Temple am 18. November 1978 in der von Jim Jones gegründeten Siedlung Jonestown im Nordwesten Guyanas bezeichnet. Es kamen 909 Menschen ums Leben.

## Vorgeschichte
Der Anführer des Peoples Temple, Jim Jones, hatte sich nach Vorwürfen über Drogenexzesse und sexuellen Missbrauch von Frauen und Kindern 1977 mit den Mitgliedern des Peoples Temple in die neu im Regenwald angelegte Siedlung Jonestown zurückgezogen. In Jonestown lebten die etwa 1100 Menschen hermetisch abgeriegelt von der Außenwelt.

## Besuch des US-Kongressabgeordneten Leo Joseph Ryan,Jr.

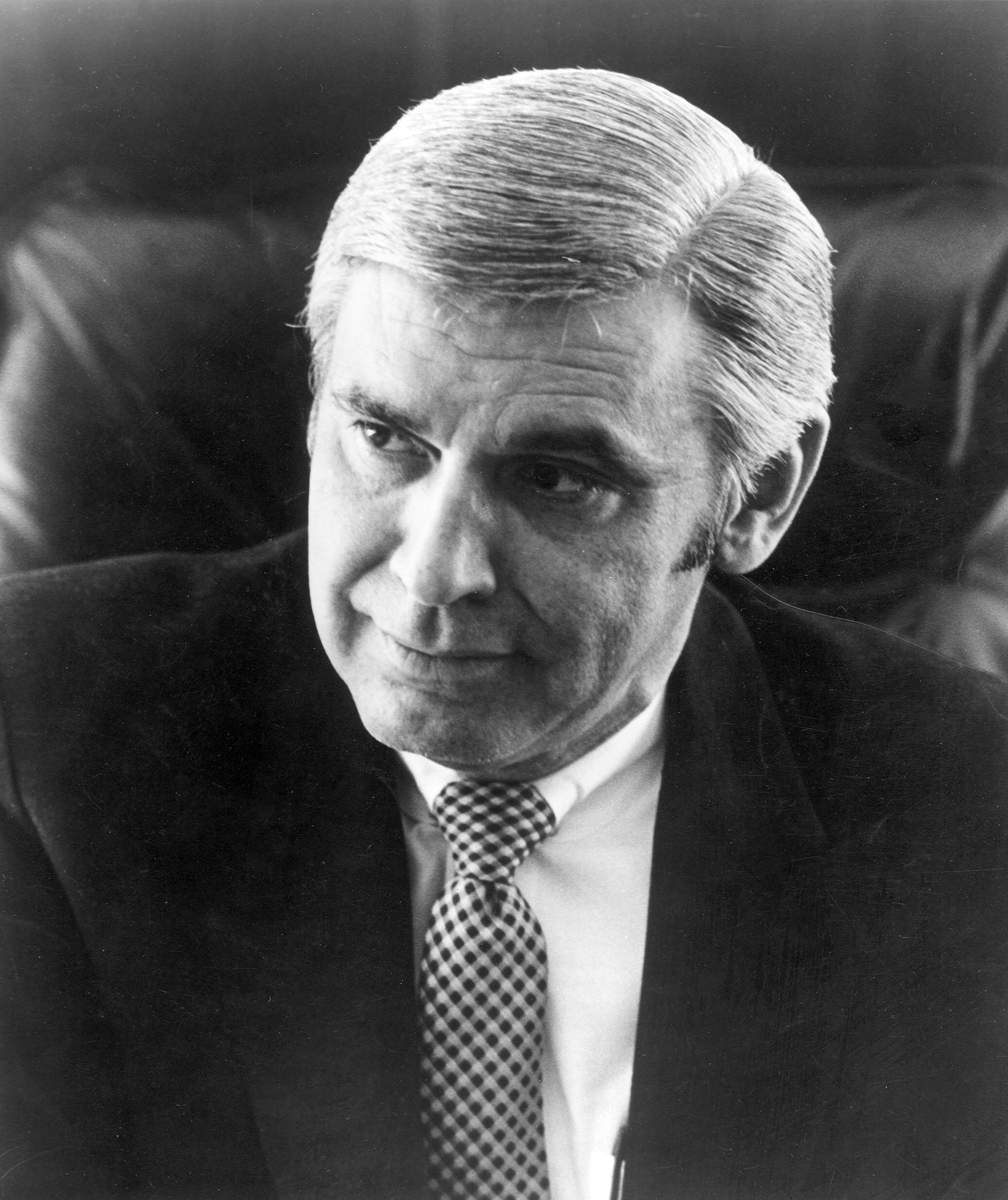
Leo Joseph Ryan, Jr.

Viele Angehörige der Mitglieder des Peoples Temple wussten nicht, wo ihre Verwandten waren, da viele von ihnen fluchtartig nach Jonestown ausgewandert waren. Es ging das Gerücht um, dass die Mitglieder des Peoples Temple gegen ihren Willen eingesperrt im Regenwald lebten. Aus Sorge wandten sich Angehörige an den US-Kongressabgeordneten Leo Joseph Ryan, Jr. Dieser wollte der Sache persönlich auf den Grund gehen und Jonestown besichtigen. In Jonestown wurde der Besuch von Ryan vorbereitet. Es gab Überlegungen von Jim Jones, Ryan gar nicht erst hereinzulassen oder ihn in Jonestown zu ermorden. Die Bewohner hatten den Auftrag, mit niemandem von Ryans Team über irgendetwas zu sprechen, außer darüber, wie großartig Jonestown sei.

## 17. November 1978
Ryan, der unter anderem von der Mitarbeiterin Jackie Speier und einem Kamerateam begleitet wurde, wurde am Nachmittag des 17. November 1978 freundlich in Jonestown empfangen. Das Team war beeindruckt von der Siedlung mit all ihrer Infrastruktur, wo kurz zuvor noch Regenwald gewesen war. Am Abend wurden Ryan und sein Team mit Musik und Tanz willkommen geheißen. Das kulturelle Leben wurde von dem Team als sehr lebhaft und glücklich aufgefasst. Er lobte das Miteinander der Menschen. Während der Zeremonie steckten zwei Mitglieder des Peoples Temple dem Kamerateam Zettel mit der Aufschrift „Holt uns hier raus“ zu, woraufhin Ryan und sein Team misstrauisch wurden.
Ryan und drei seiner Mitarbeiter durften in Jonestown übernachten, wohingegen das Kamerateam in der zehn Kilometer entfernten Stadt Port Kaituma übernachten musste. Ihm wurde dort erzählt, dass in Jonestown Menschen gefoltert würden.

## 18. November 1978
Ryan und sein Team wollten die verbleibende Zeit nutzen und einige Menschen befragen, warum diese anscheinend nicht gehen durften. Auch Jones wurde mit den Vorwürfen konfrontiert. Die meisten Menschen antworteten, dass sie in Jonestown glücklich seien und auf keinen Fall gehen wollten, sie aber jederzeit gehen dürften. Ryans Team wollte sich auf dem Gelände von Jonestown noch weiter umsehen, doch der Zutritt zu bestimmten Bereichen wurde ihnen verwehrt.

### Die Stimmung in Jonestown schlägt um
Um 11:30 Uhr kam die Bewohnerin Edith Parks mit einem weiteren Bewohner zum Team und bekundete, dass sie Jonestown verlassen wolle und dort gefangen gehalten werde. Jim Jones halte die Bewohner an, nicht mit den Reportern zu sprechen. Das Kamerateam konfrontierte Jones daraufhin mit den Vorwürfen der beiden Bewohner und berichtete auch von den zugesteckten Zetteln. Jones leugnete die Vorwürfe und beteuerte, dass es jedem freigestellt sei, Jonestown jederzeit zu verlassen. Das Kamerateam wollte daraufhin mit 16 Bewohnern, die nach eigenen Angaben nicht mehr in Jonestown leben wollten, Jonestown verlassen und zurück in die USA fliegen.
Einer der Bewohner riet Ryan dazu, Jonestown unverzüglich zu verlassen, da er sich in großer Gefahr befinde. Kurze Zeit später wurde Ryan mit einem Messer attackiert, jedoch nicht schwer verletzt. Das Team verließ daraufhin mit den 16 Menschen, welche die Siedlung verlassen wollten, Jonestown. Darunter hatte sich auch ein von Jones beauftragter bewaffneter Agent gemischt.

### Massaker auf dem Flugfeld
Am zehn Kilometer von Jonestown entfernten Flugfeld von Port Kaituma wollte Ryan mit seinem Team gerade in das Flugzeug einsteigen, als ein Traktor mit Anhänger an das Flugzeug heranfuhr. Enge Vertraute von Jim Jones stiegen aus und begutachteten die Lage. Kurz darauf parkte der Wagen direkt neben dem Flugzeug und bewaffnete Männer eröffneten vom Konvoi aus das Feuer auf die Menschen, die um das Flugzeug herumstanden. Auch der Jones-Anhänger, der sich unter die abreisebereiten Bewohner begeben hatte, schoss. Fünf Menschen wurden getötet: der Kongressabgeordnete Ryan, der NBC-Reporter Don Harris, der Kameramann Bob Brown, der Fotograf Greg Robinson und die Jonestown-Bewohnerin Paddy Paws.

### Die letzten Ereignisse in Jonestown
Als Jones die Nachricht vom Tod Ryans erhalten hatte, wurden die Bewohner per Lautsprecher im Gemeinschaftspavillon von Jonestown zusammengerufen. Während der Pavillon von bewaffneten Wachen umstellt wurde, erklärte Jim Jones, dass Ryan tot sei und bald Soldaten kommen würden, um nach ihm zu suchen. Er sagte: „Wenn man uns nicht in Frieden leben lässt, so wollen wir jedenfalls in Frieden sterben. Der Tod ist nur der Übergang auf eine andere Ebene.“ Ein Gemisch aus Saft, Valium und Zyankali in Pappbechern wurde an alle ausgeteilt. Zuerst wurde den Babys und den Kindern das giftige Getränk eingeflößt oder mit Spritzen verabreicht. Dann waren die Jugendlichen und Erwachsenen an der Reihe. Viele Eltern tranken das Gift, nachdem sie ihre Kinder hatten sterben sehen. Die Prozedur lief zügig ab; Suizidübungen waren zuvor regelmäßig durchgeführt worden. Auf Original-Tonbandaufnahmen ist zu hören, dass viele Bewohner sich und ihre Kinder nur unter Zwang vergifteten. Mehrere Bewohner, die flüchten wollten, wurden überdies von den bewaffneten Wachen erschossen. Dies wird auch durch Schilderung von Bewohnern, denen die Flucht gelang, bestätigt.
Es kann angenommen werden, dass ein Teil der Bewohner das Gift freiwillig getrunken hat und somit durch Suizid gestorben ist. Allerdings kann in Frage gestellt werden, inwiefern bei einem Aufruf zu Massensuizid unter Androhung von Waffengewalt überhaupt von Freiwilligkeit die Rede sein kann. Jim Jones starb durch einen Kopfschuss; ob er sich selbst tötete, ist unbekannt.
Rund 80 Bewohner von Jonestown, darunter Stephan Jones, der Sohn von Jim Jones, waren an jenem Tag abwesend und überlebten daher. Fünf Menschen gelang die Flucht in den Urwald.

## 19. November 1978
Um 2 Uhr morgens berichteten zwei der abreisewilligen Jonestown-Bewohner, die das Massaker auf dem Flugplatz überlebt hatten, den Behörden, dass Jim Jones die Bewohner wahrscheinlich dazu bringen werde, sich selbst zu töten. Bei Tagesanbruch erreichten guyanische Soldaten Jonestown. Sie fanden zunächst circa 400 Leichen. Erst als US-Soldaten zur Bergung der Toten eintrafen, wurde erkannt, dass unter den Toten weitere Leichname lagen. Die Anzahl aller am 19. November 1978 gezählten Toten wird mit 913 bzw. 908 oder 909 angegeben. Somit ist ein Großteil der 1110 Mitglieder, darunter 276 Kinder, ums Leben gekommen.

## Medien
- In seinem Dokumentarfilm Jonestown – Todeswahn einer Sekte (Originaltitel: Jonestown: The Life and Death of Peoples Temple) aus dem Jahr 2006 beschreibt Filmemacher Stanley Nelson die Geschichte von Jim Jones. Mit Original-Bild- und Tonmaterial sowie Zeitzeugengesprächen dokumentiert der Film den totalitären Sektenstaat.
- Die 100-minütige kanadisch-französische Dokumentation Jonestown – Massaker im Dschungel (Originaltitel: Jonestown – Paradise Lost) aus dem Jahr 2007 beleuchtet die Geschichte der Ereignisse in der abgeriegelten Siedlung im südamerikanischen Guyana. Das Drehbuch stammt von Jason Sherman, Regie führte Tim Wolochatiuk.
- Die vierteilige US-amerikanische Dokumentation Jonestown – Massenselbstmord einer Sekte (Originaltitel: Jonestown: Terror in the Jungle) aus dem Jahr 2018 behandelt die Geschichte des Peoples Temple einschließlich der Ereignisse in Jonestown.
- Die US-amerikanische Dokuserie The Final Report widmet sich in der Folge The Jonestown Tragedy[4] (deutsch: Jonestown – Sektentod im Regenwald) dem Geschehen in Jonestown. Darüber hinaus behandelt die zweite Episode der sechsten Staffel der US-amerikanischen Dokuserie Sekunden vor dem Unglück das Massaker.
- Sowohl die mexikanisch-spanisch-panamaische Koproduktion Guayana – Kult der Verdammten von 1979 als auch der US-Film Das Guyana-Massaker aus dem Jahr 1980 handeln von dem Massenselbstmord in Jonestown. Des Weiteren basiert der US-amerikanische Film The Sacrament[5] aus dem Jahr 2013 lose auf den Ereignissen des Massakers in Jonestown.
- In der Dokumentation Das Sekten-Massaker: Ein Tag in Jonestown aus dem Jahr 2024 berichten Überlebende und Augenzeugen von den letzten Stunden des Massensuizids.
- In einer Folge der US-amerikanischen Serie American Horror Story: Cult wird das Geschehen ebenfalls behandelt und teilweise nachgestellt.
- Die Stücke Guyana (Cult of the Damned) der Metal-Band Manowar, Koolaid der Band Accept, Carnage in the Temple of the Damned der Death-Metal-Band Deicide sowie Kool Aid Kids der mexikanischen Band The Warning handeln von den Ereignissen in Jonestown. Das Lied Jonestown (Interlude) des Rappers Post Malone handelt ebenfalls vom Jonestown-Massaker.
- Die US-amerikanische Band The Brian Jonestown Massacre bezieht sich mit einem Teil ihres Namens auf jene Ereignisse.
- Die Handlung des Videospieles Outlast 2 basiert in weiten Teilen auf dem Jonestown-Massaker.[6]
- In dem TKKG-Buch Die Bettelmönche aus Atlantis, erstmals erschienen 1981, wird das Jonestown-Massaker erwähnt (als ein Ereignis, das „noch nicht lange her ist“), da das Buch die titelgebende Sekte zum Thema hat.
- In einer Episode des Podcasts Mysterycast von Julian Hannes / Jarow und Epir Thaci/Shimmy werden sowohl die Vorgeschichte des Sektenführers als auch die Ereignisse um die Sekte selbst ausführlich thematisiert.
- Auch in einer Episode der Fernsehserie Star Trek: Deep Space Nine (Staffel 7, Folge 9 Entscheidung auf Empok Nor) geht es um einen Sektenführer, der seine Anhänger zum Massenselbstmord verleiten will.

## Weiteres
Im englischsprachigen Raum wird der Ausdruck „drinking the Kool-Aid“ in Anspielung auf den Massensuizid von Jonestown meist als Metapher verwendet, die mit „blind auf eine Ideologie (unter Gruppenzwang) vertrauen“ übersetzt werden kann.